# François Mauguin
Pour les articles homonymes, voir Mauguin.
François Mauguin est un avocat et homme politique français né à Dijon (Côte-d'Or) le 24 février 1785 et mort à Saumur (Maine-et-Loire) le 4 juin 1854.

## Biographie
Fils d'un procureur au Parlement, François Mauguin fut destiné au barreau. Il étudia le droit à l'académie de législation puis à l'école de droit de Paris, puis débuta comme avocat sous l'Empire (1804). En 1815, il défendit devant le conseil de révision le colonel Labédoyère, condamné à mort par le conseil de guerre : s'il ne put sauver son client, la plaidoirie qu'il prononça assit sa réputation d'orateur. Il plaida ensuite avec succès dans plusieurs causes politiques : il fit acquitter en cour d'assises le domestique de Lavalette, accusé d'avoir favorisé l'évasion de son maître ; il plaida pour Pleignier dans l'affaire des « patriotes de 1816 » et obtint encore un acquittement pour les chevaliers de la Table-Noire. Ses conclusions en faveur des éditeurs de la Bibliothèque historique eurent un grand retentissement et firent jurisprudence. En 1819, les procès du colonel Fabvier et de Senneville, accusés de diffamation par le général Canuel, lui valurent un surcroît de renommée. Vers cette époque, une maladie du larynx le tint quelque temps éloigné du barreau. Il y rentra avec éclat en 1823 et fut définitivement classé parmi les sommités du palais. En 1826, il défendit l'un des hommes d'affaires prévenu de corruption dans le scandale des marchés d'Espagne qui fit grand bruit en son temps.
Libéral ardent, il brigua bientôt la députation et fut élu le 17 novembre 1827 dans le 2e arrondissement électoral de la Côte-d'Or (Beaune) (267 voix sur 411 votants et 474 inscrits contre 131 voix à M. Fouquerand, député sortant) et le 2e des Deux-Sèvres (Niort) (241 voix sur 377 votants et 421 inscrits contre 112 voix à M. Chebrou de La Roulière, député sortant et 18 voix à M. de Sainte-Hermine). Il opta pour Beaune et siégea dans le groupe le plus avancé de l'opposition constitutionnelle. Il combattit le cabinet Polignac et signa l'adresse des 221.
Réélu à Beaune le 25 juin 1830 (297 voix sur 422 votants et 484 inscrits contre 118 à M. Fouquerand), il combattit résolument les ordonnances de Saint-Cloud et fut l'un des premiers à appeler à la résistance, invitant les députés à élever, à l'image des journalistes, une protestation solennelle. Le 28 juillet, il prit la parole lors de la réunion chez Audry de Puyraveau pour déclarer : « C'est une révolution que nous avons à conduire : entre la garde royale et le peuple nous avons à choisir. » Il combattit le projet de proclamation préparé par Guizot, qu'il jugeait trop tiède, et repoussa les objections des tenants de la légalité, comme Casimir Perier et le général Sébastiani en affirmant : « Nous conspirons comme conspire le peuple et avec lui. »
Partisan de la création d'un véritable gouvernement provisoire, il dut se contenter d'entrer dans la commission municipale que Guizot imagina pour suppléer la carence des pouvoirs civil et militaire dans la capitale. Il n'y eut qu'une faible influence, sapée par la dissidence d'opinion et la sourde rivalité qui existaient entre lui et Odilon Barrot, premier secrétaire de la commission. Il parvint toutefois à faire nommer Bavoux à la préfecture de police (mais celui-ci en fut chassé le lendemain) et Chardel à la direction des postes. Il rédigea une proclamation mettant les monuments français sous la protection du peuple, ainsi que diverses circulaires ayant pour but de pourvoir aux besoins les plus urgents.
À la Chambre des députés, Mauguin prit part à la discussion de la charte de 1830 mais il ne tarda pas à entrer dans l'opposition à la monarchie de Juillet et devint, concurremment avec son rival Odilon Barrot, l'un des deux chefs reconnus de l’opposition dynastique.
Lors du procès des ministres de Charles X, Mauguin fut désigné parmi les commissaires choisis par la Chambre pour interroger les accusés dans leur prison de Vincennes. Il apportait dans cette fonction, écrit Louis Blanc dans l’Histoire de Dix ans, « sous les manières aimables de l'homme du monde, l'inflexibilité d'un tribun ». Il aurait souhaité que l'accomplissement de cette mission fût entouré d'un imposant appareil et que le voyage de Paris à Vincennes se fît avec pompe, mais il n'eut pas gain de cause et « dans son projet de jeter de l'éclat, d'agrandir le rôle de la Chambre, d'exprimer aux yeux de tous sa souveraineté, [ses collègues] ne voulurent voir qu'un étroit calcul d'ambition personnelle. Sans combattre ouvertement les vues de leur collègue, ils s'appliquèrent à les déjouer ». Au cours de l'interrogatoire des prévenus, Mauguin donna des signes fréquents d'émotion. Il avait jadis obtenu de M. de Peyronnet une amnistie pour des Français réfugiés en Espagne, il avait connu M. de Guernon-Ranville et, plus intimement encore, M. de Chantelauze. Quand ce dernier, pâle et malade, se présenta à lui, il ne put s'empêcher de lui tendre la main et de fondre en larmes, et il eut soin de tempérer par beaucoup d'égards la sévérité de sa mission. Le prince de Polignac lui dut de pouvoir recevoir la visite de la duchesse de Guiche.
Réélu député de Beaune le 5 juillet 1831 (487 voix sur 662 votants et 815 inscrits contre 104 à Stanislas Marey-Monge), il obtint le renouvellement de son mandat sans discontinuer jusqu'en 1848 : le 21 juin 1834 (326 voix sur 623 votants et 777 inscrits contre 241 à M. Michaud-Moreil), le 4 novembre 1837 (311 voix sur 613 votants et 839 inscrits), le 2 mars 1839 (394 voix sur 772 votants), le 9 juillet 1842 (443 voix sur 760 votants et 947 inscrits contre 230 à M. Michaud-Moreil) et le 1er août 1846 (412 voix sur 738 votants et 987 inscrits contre 411 à M. Marey-Monge).
À la Chambre, Mauguin se fit le centre du parti militaire, avec le soutien du général Lamarque. Du 19 au 22 septembre 1831, au nom de l'opposition, il pressa le gouvernement d'intervenir militairement en Pologne, envahie par l'armée russe, et engagea une joute oratoire avec Casimir Perier, affectant un ton d'ironique politesse qui exaspéra le président du Conseil. Mais Mauguin finit par inquiéter et lasser la majorité, qui vota l'ordre du jour demandé par le gouvernement par 221 voix contre 136. Le 13 novembre, Mauguin interpella à nouveau le gouvernement sur la politique extérieure, en soulevant une vive agitation. Il signa le Compte rendu de l'opposition en 1832. Après la mort du général Lamarque, il s'intéressa plus particulièrement aux questions coloniales et combattit les projets d'abolition de l'esclavage. Progressivement, ses prises de position, généralement singulières, et son caractère l'isolèrent au sein de la Chambre. Plus d'une fois, sa parole incisive et mordante déchaîna des tempêtes parlementaires. Le 14 décembre 1831, il se battit même en duel avec Viennet, sans qu'aucun des deux combattants soit blessé. Dans les dernières années du règne, certaines de ses opinions semblaient s'être modifiées. Il était devenu partisan de l'alliance franco-russe.
Adversaire du ministère Guizot, comme il l'avait été de tous ceux qui s'étaient succédé, il avait cependant perdu une grande partie de son influence lorsqu'éclata la Révolution de 1848. On lui reprochait d'avoir mêlé son nom et compromis sa dignité dans des affaires obscures et des spéculations équivoques, d'avoir fait un usage inexpliqué des fonds secrets des colonies dont il avait été un des délégués, d'avoir acheté, dans des vues personnelles, puis revendu au prince Louis-Napoléon Bonaparte, le journal Le Commerce. Malgré ces accusations, il fut élu à l'Assemblée constituante par le département de la Côte-d'Or le 23 avril 1848 (3e sur 10 par 71 497 voix). Il y fit partie du comité des Affaires étrangères et, nommé rapporteur de la commission sur l'impôt des boissons, il conclut à l'abolition de cette taxe. Il vota le plus souvent avec la droite : pour le rétablissement du cautionnement de la contrainte par corps, pour les poursuites contre Louis Blanc et Caussidière, contre l'abolition de la peine de mort, contre l'amendement Grévy, contre le droit au travail, contre l'amnistie, pour les crédits de l'expédition de Rome, etc.
Il fut réélu comme représentant de la Côte d'Or à l'Assemblée législative le 13 mai 1849 (1er sur 8 avec 54 469 voix sur 92 695 votants et 118 563 inscrits) et se remit à s'intéresser spécialement à la politique étrangère. Après avoir approuvé la marche de l'expédition de Rome, il proposa (juin 1849) un ordre du jour motivé pour appeler l'attention du gouvernement sur les mouvements militaires qui se produisaient en Europe ; l'Assemblée adopta l'ordre du jour pur et simple.
Il eut encore quelques velléités d'opposition mais, le 27 décembre 1850, les poursuites d'un créancier, M. Chéron, vinrent ruiner sa réputation : arrêté par un garde du commerce et conduit à la prison de la rue de Clichy, il y fut maintenu provisoirement par une décision du tribunal civil de la Seine jusqu'à ce que l'Assemblée, émue de cette atteinte portée à l'inviolabilité d'un de ses membres, eut pris la résolution de requérir un bataillon de ligne et de faire procéder de force à l'élargissement du représentant incarcéré.
Il fut rendu à la vie privée par le coup d'État du 2 décembre 1851. Il se retira chez sa fille, la comtesse de Rochefort, et mourut à Saumur en 1854. Il est de la même famille qu'Alexandre Mauguin (1838-1916), qui fut député et sénateur d'Algérie sous la Troisième République.

## Jugements
- « M. Mauguin n'exerçait aucun empire sur ceux qui le connaissaient bien. Il avait beaucoup d'esprit et manquait de tact. Supérieur à presque tous ses collègues par l'intelligence, il le leur laissait trop apercevoir. La médiocrité, dans aucun cas, ne pardonne au talent, mais elle le respecte lorsqu'il s'efface, et alors elle se résigne à le subir. Mauguin perdait le fruit des facultés les plus éminentes par un légitime mais indiscret contentement de lui-même. Il éloignait la confiance avec tout ce qui ordinairement la captive. La mobilité de ses impressions passait pour du scepticisme. La bienveillance naturelle de son regard était altérée par une finesse qui en détruisait l'effet. La grâce de ses manières se faisait aisément remarquer, mais n'attirait pas ; et il y avait dans l'aménité de son langage je ne sais quoi de protecteur dont on se sentait blessé. » (Louis Blanc, Histoire de Dix ans)
- « Excellent orateur, quelquefois à l'égal des plus grands ; toujours plein, lucide, concis, ferme, incisif ; esprit à ressources, étendu et pénétrant, flexible, calculateur, serein dans l'orage, maître de ses passions, moins pour les réprimer que pour les conduire, et ne suspendant ses impatiences que pour mieux affiler et relancer les traits amortis qu'on lui jetait ; homme de grâce et de séduction, un peu présomptueux, avide de louanges, et qu'on ne pouvait, pour tout dire en un mot, aimer fortement ni haïr. » (Louis Marie de Lahaye Cormenin)